# بريان هاربر (لاعب كرة قاعدة)
بريان هاربر (بالإنجليزية: Bryan Harper)‏ هو لاعب كرة قاعدة أمريكي، ولد في 29 ديسمبر 1989 في لاس فيغاس في الولايات المتحدة.

## وصلات خارجية
- بريان هاربر على موقع دوري كرة القاعدة الرئيسي (الإنجليزية)
- بريان هاربر على موقعبيزبول رفرنس.كوم (الدوري الثانوي) (الإنجليزية)
- بريان هاربر على موقع إي إس بي إن.كوم (أم.أل.بي) (الإنجليزية)